# 10315 Brewster
10315 Brewster este un asteroid din centura principală de asteroizi.

## Descriere
10315 Brewster este un asteroid din centura principală de asteroizi. A fost descoperit pe 23 septembrie 1990 la Observatorul Palomar de Eleanor Francis Helin. Asteroidul prezintă o orbită caracterizată de o semiaxă mare de 2,38 ua, o excentricitate de 0,28 și o înclinație de 22,0° în raport cu ecliptica.